# Серкл-Пайнс
Серкл-Пайнс (англ. Circle Pines) — город в округе Анока, штат Миннесота, США. По данным переписи за 2010 год число жителей города составляло 4918 человек.
Город был основан как кооператив в 1946 году. Он был выделен из тауншипов Блейн и Сентервилл. В городе работает собственная нефтегазовая компания.

## Географическое положение
По данным Бюро переписи населения США город имеет общую площадь в 5,1 км² (4,6 км² — суша, 0,5 км² — вода). Серкл-Пайнс находится на берегу реки Райс-Крик в южной части округа Анока примерно в 25 км от Миннеаполиса.

## Население
| Год переписи | Нас. |  | %±     |
| ------------ | ---- |  | ------ |
| 1960         | 2789 |  | —      |
| 1970         | 3902 |  | 39,9%  |
| 1980         | 3321 |  | −14,9% |
| 1990         | 4704 |  | 41,6%  |
| 2000         | 4663 |  | −0,9%  |
| 2010         | 4918 |  | 5,5%   |
| 2016         | 4955 |  | 0,8%   |

По данным переписи 2010 года население Серкл-Пайнс составляло 4918 человек (из них 49,0 % мужчин и 51,0 % женщин), в городе было 2006 домашних хозяйств и 1349 семей. На территории города было расположено 2085 построек со средней плотностью 408,8 построек на один квадратный километр суши. Расовый состав: белые — 92,0 %, афроамериканцы — 1,8 %, азиаты — 3,2 %, коренные американцы — 0,4 %. На 2016 год население Серкл-Пайнса было распределено по происхождению следующим образом: 42,5 % — немецкое, 11,7 % — ирландское, 3,9 % — английское, 11,4 % — шведское, 17,2 % — норвежское происхождение.
Население города по возрастному диапазону по данным переписи 2010 года распределилось следующим образом: 21,4 % — жители младше 18 лет, 3,5 % — между 18 и 21 годами, 63,0 % — от 21 до 65 лет и 12,0 % — в возрасте 65 лет и старше. Средний возраст населения — 40,5 лет. На каждые 100 женщин в Серкл-Пайнсе приходилось 96,2 мужчин, при этом на 100 совершеннолетних женщин приходилось уже 95,4 мужчин сопоставимого возраста.
Из 2006 домашнего хозяйства 67,2 % представляли собой семьи: 53,1 % совместно проживающих супружеских пар (19,5 % с детьми младше 18 лет); 9,0 % — женщины, проживающие без мужей и 5,1 % — мужчины, проживающие без жён. 32,8 % не имели семьи. В среднем домашнее хозяйство ведут 2,45 человека, а средний размер семьи — 2,96 человека. В одиночестве проживали 26,4 % населения, 8,6 % составляли одинокие пожилые люди (старше 65 лет).

## Экономика
В 2016 году из 4023 человек старше 16 лет имели работу 2865. При этом мужчины имели медианный доход в 56 140 долларов США в год против 50 181 доллара среднегодового дохода у женщин. В 2014 году медианный доход на семью оценивался в 89 080 $, на домашнее хозяйство — в 73 352 $. Доход на душу населения — 33 503 $ в год.